# Territoriell integritet
Territoriell integritet eller territoriell suveränitet är en princip som gör gällande att en stat har rätt att agera självständigt inom sitt eget territorium, och att ingen annan stat får blanda sig i dess egna angelägenheter. Av det följer även att det är den suveräna staten som har rätt att utöva makt över det territorium som staten omfattar. Principen är en del av internationell rätt, och fastställs i FN-stadgans andra artikel:
| ”            | Alla medlemmar skola i sina internationella förbindelser avhålla sig från hot om eller bruk av våld, vare sig riktat mot någon annan stats territoriella integritet eller politiska oberoende, eller på annat sätt oförenligt med Förenta Nationernas ändamål. | „ |
| – FN-stadgan | |   |

Principen omnämns även i Helsingforskonventionen.